# Упражнения в стиле
«Упражнения в стиле» (фр. Exercices de style) — книга французского писателя Раймона Кено, впервые изданная в 1947 году. Представляет собой изложение одной и той же незамысловатой истории — сценки в парижском автобусе — девяноста девятью разными способами: меняются стили и жанры, используются разнообразные художественные средства, задействуются разные языковые регистры. Создав множество вариаций простого сюжета, Кено продемонстрировал безграничные возможности языка. Впоследствии «Упражнения» были переведены на разные языки и вдохновили многочисленных авторов на создание собственных «упражнений» в духе Кено.

## История создания
По словам самого Кено, идея «Упражнений в стиле» возникла у него ещё в 1930-е годы. Со своим другом Мишелем Лейрисом он побывал на концерте в парижском зале Плейель, где исполнялось «Искусство фуги» Иоганна Себастьяна Баха, и ему пришло в голову, что было бы интересно создать нечто подобное в литературе: вариации на простую тему, «множащиеся почти до бесконечности».
К 1942 году он написал первые двенадцать вариаций, дав своему сочинению название «Додекаэдр» (фр. Dodécaèdre). В том же году оно было отвергнуто редактором литературного журнала, куда Кено хотел его поместить. Позднее, в период с 1943 по 1945 год, Кено опубликовал несколько серий «упражнений» в журнале Messages, издававшемся Жаном Лекюром. Вплоть до 1946 года он продолжал сочинять всё новые и новые вариации исходного текста, пока их число не достигло 99. В интервью 1953 года, отвечая на вопрос, почему их именно столько, Кено заявил, что собирался написать больше, но ему стало лень и к тому же он боялся утомить читателя; позднее он утверждал, что это «достаточное количество: ни слишком много ни слишком мало; своего рода греческий идеал».
Впервые «Упражнения в стиле» вышли отдельной книгой в 1947 году в парижском издательстве «Галлимар». Впоследствии книга неоднократно переиздавалась; количество текстов почти всегда оставалось неизменным, однако состав их мог частично меняться: одни исключались, другие добавлялись; могли также меняться названия некоторых вариаций. Кроме того, тексты Кено нередко дополнялись «упражнениями» художников-иллюстраторов, в числе которых были Пьер Фошё (13 «типографированных упражнений» в издании 1956 года), Габриэль Пари (каллиграфии и литографии в издании 1961 года), Робер Массен (99 типографических «упражнений» в издании 1963 года, где каждая история была набрана отдельным шрифтом) и Жак Карельман (иллюстрации в различных техниках к тому же изданию 1963 года). Последнее прижизненное издание вышло в 1973 году.

## Принцип организации
Сюжет «Упражнений в стиле» предельно прост: рассказчик излагает банальную сценку, свидетелем которой стал однажды летом в парижском автобусе. В ней всего четыре персонажа — молодой человек с длинной шеей, его сосед-попутчик, его приятель-денди и сам автор-рассказчик. Вначале между молодым человеком и его попутчиком происходит перебранка; затем он рассказывает об этой перебранке своему приятелю, встреченному у вокзала Сен-Лазар, и тот советует ему пришить к плащу пуговицу.
Этот донельзя тривиальный сюжет последовательно претерпевает множество стилевых трансформаций, в основе которых лежат самые разнообразные приёмы и средства. В их числе фигуры и тропы (метафора, литота, апострофа), вариации тона (неловкий, непринуждённый, вульгарный, выспренний и т. п.), лексические (синонимы, антонимы, имена собственные) и лексико-синтаксические (гомеотелевт, полиптот) средства, использование жаргонизмов (профессиональных и разговорных), регионализмов и заимствований (англицизмов, итальянизмов, эллинизмов), обыгрывание грамматических категорий (глагольных времён, модальности, типов предложений), фонетические и графические приёмы (ономатопея, метатеза, омофоны, анаграммы), варьирование жанров и форм: как поэтических (александрийский стих, ода, сонет, танка, верлибр), так и прозаических (заметка, рассказ, официальное письмо, аннотация, допрос). Барбара Райт, переводчица «Упражнений» на английский язык, предприняла попытку максимально обобщённой классификации составляющих их текстов, выделив семь основных групп: 1) разные типы [устной] речи; 2) разные типы прозы; 3) разные виды поэзии; 4) «языковые портреты»; 5) эксперименты с грамматической формой и риторическими приёмами; 6) жаргоны; 7) разные неклассифицируемые приёмы. Умберто Эко в свою очередь замечает, что все упражнения можно разделить на две большие группы: в первой трансформации затрагивают план содержания (исходное происшествие принимает форму сна, предсказания и т. п.), во второй — план выражения (исходный текст трансформируется за счёт сугубо языковых приёмов). В то же время последовательность текстов не следует никакой определённой логике: «упражнения» не расположены ни в алфавитном порядке, ни в порядке возрастания сложности, хотя иногда и объединены в некое подобие тематических групп. По словам Т. Б. Бонч-Осмоловской, в «Упражнениях» Кено «легко, с гуттаперчевой гибкостью меняет стили, переходя к абсолютно любому тону, адаптируясь к любым фантазиям и жанрам». Создавая множество стилевых вариаций простого сюжета, он демонстрирует безграничные возможности языка.
«Упражнения в стиле» принадлежат к так называемой литературе формальных ограничений; их основополагающий принцип — парафраз, то есть внутриязыковое преобразование, основанное на использовании элементов различных подмножеств языка. Цельным произведением они являются именно как ансамбль, совокупность разноплановых текстов, которые в сопоставлении друг с другом дают комический эффект. Сюжет практически утрачивает значение; на первое место выходит стиль. Т. Б. Бонч-Осмоловская видит в «Упражнениях» Кено продолжение традиции, заложенной Ростаном в знаменитом «Монологе о носе», где различнейшими способами описывается нос Сирано де Бержерака; кроме того, по её мнению, в «Упражнениях» воплотилась мечта Флобера, писавшего о «книге ни о чём, книге без внешней привязи, которая держалась бы сама по себе, внутренней силой своего стиля <…> — книге, где почти не было бы сюжета или, по крайности, сюжет был бы почти незаметен, если возможно».
Сам Кено в интервью 1950 года отзывался об «Упражнениях» следующим образом:

В них видели попытку разрушить литературу. Но это вовсе не входило в мои намерения. Я всего-навсего хотел поупражняться. И в результате, возможно, соскоблить с литературы кое-какие корки и ржавчины. Если мне действительно удалось что-то для этого сделать — горжусь, особенно если при этом я не слишком нагнал скуку на читателя.
Оригинальный текст (фр.)On a voulu voir là une tentative de démolition de la littérature. Ce n'était pas du tout dans mes intentions. En tout cas mon intention n'était que de faire des exercices. Le résultat c’est peut-être de décaper la littérature de ses rouilles diverses et de ses croûtes. Si j’ai pu contribuer un peu à cela, j’en serais bien fier, surtout si je l’ai fait sans ennuyer trop le lecteur.

## Переводы на другие языки
Первый полный перевод «Упражнений в стиле» — на английский язык — был издан в 1958 году, став результатом разговора Раймона Кено с переводчицей Барбарой Райт. По воспоминаниям самой Райт, когда она спросила Кено, какие из своих произведений он хотел бы видеть переведёнными, тот назвал «Упражнения в стиле» — возможно, не без некоторой провокации, осознавая сложность задачи. Вначале Барбаре казалось, что это невозможно; что «Упражнения» — эксперимент, поставленный их автором именно над французским языком, и потому они «так же непереводимы, как запах чеснока в парижском метро». Но потом она пришла к выводу, что как сюжет в этой книге не имеет значения, точно так же не имеет значения и язык, на котором этот сюжет излагается: важен лишь сам принцип варьирования стилей, экспериментаторства, языковой игры. Впоследствии схожее мнение высказывал Умберто Эко, переводивший «Упражнения» на итальянский и подробно описавший свой опыт в книге «Сказать почти то же самое» и в эссе «О переводе „Упражнений в стиле“ Кено на итальянский». Он утверждал также, что эти тексты нужно «не столько переводить, сколько пересоздавать на другом языке, с отсылками к другим текстам, другому обществу и другому историческому времени».
После английского «Упражнения в стиле» были переведены на множество других языков, в числе которых венгерский (1959, 1984), немецкий (1961), итальянский (1961, 1983), сербохорватский (1964), голландский (1978), словенский (1981), греческий (1984), испанский (1987), шведский (1987), каталанский (1989), финский (1991), чешский (1994), датский (1994), галисийский (1995), норвежский (1996), болгарский (2000), португальский (2000) и другие. На русский язык «Упражнения» переводили М. К. Голованивская (1992), В. М. Кислов (2001) и Т. Б. Бонч-Осмоловская (2002).

## Адаптации, подражания, продолжения
В своём эссе о переводе «Упражнений» Умберто Эко высказал мысль, что Кено создал «правила игры», которые переводчик должен усвоить — и затем сыграть в ту же игру на своём языке. Однако «правила игры» вдохновили не только переводчиков: многие авторы начали создавать собственные упражнения «в манере Кено». Кэрол Сандерс, автор монографии о Раймоне Кено, пишет об этом следующим образом: «Вместо 99 историй могло бы быть 999 <…> Показав в этих 99 упражнениях, что даже самое обыденное происшествие таит в себе неисчерпаемые богатства, Кено словно бы приглашает читателя принять участие в творчестве и самостоятельно заполнить пустующую сотую ячейку».
В числе многочисленных последователей Кено — писатели Бернар Демер (фр. Bernard Demers), Люсьен д’Азе и Стефан Тюффери (фр. Stéphane Tufféry). Бернар Демер создал в 1989 году 99 «новых упражнений в стиле» (Les Nouveaux Exercices de style); своей задачей он ставил поиск новых форм, не использованных Кено, и исследование тех изменений, которые произошли во французском языке после 1947 года. Люсьен д’Азе в своём сборнике, также озаглавленном «Новые упражнения в стиле» (Nouveaux exercices de style, 1996), дополнил творение Кено одиннадцатью пастишами, изложив исходную сценку в автобусе в манере разных писателей: Маргерит Дюрас, Франсуазы Саган, Паскаля Киньяра, Патрика Модиано, Жана Эшноза и других. По тому же пути пошёл Стефан Тюффери: в его книге «Стиль: руководство по использованию», с подзаголовком «Оммаж Раймону Кено» (Le style mode d’emploi : hommage à Raymond Queneau, 1999) всё та же сценка в автобусе представляется увиденной глазами Лафонтена, Бальзака, Флобера, Гюго, Пруста, а также представителей разных профессий (количество текстов — 99). 111 «упражнений» под названием «Прошлым летом в Париже, или Новые упражнения в стиле» придумали Т. Б. Бонч-Осмоловская и С. Н. Федин: взяв за основу исходный сюжет Кено, они изложили его множеством новых способов, используя разные жанры и виды дискурса; сборник дополнили также графические упражнения художника С. А. Орлова. Американский автор Мэтт Мэдден создал книгу «99 способов рассказать историю» (99 Ways To Tell A Story, 2005) в формате комикса; в предисловии он писал, что ему было интересно испробовать подход Кено в создании визуального нарратива.
Помимо литературных и графических, создавались также театральные и музыкальные адаптации «Упражнений» Кено. Первую театральную постановку, с участием вокального квартета Les Frères Jacques, уже в 1949 году осуществил Ив Робер (в 1955 году была сделана аудиозапись этой постановки); затем в 1980 году театральный режиссёр Жак Сейлер поставил спектакль по мотивам «Упражнений» на сцене театра «Монпарнас»; в 2006 году в театре Éveil состоялась постановка в форме музыкального спектакля; в 2021 году Мари-Жозе Бастьен создала собственную версию, перенеся место действия в лавку портного. Кроме того, «Упражнения» получили популярность в обучении креативному письму, стилистике и иностранным языкам: вдохновляясь творческим методом Кено, обучающиеся создают разнообразные вариации заданного или самостоятельно придуманного текста. Во французских школах ученикам нередко предлагаются творческие задания на основе «Упражнений» Кено.